# 令和4年台風第2号
令和4年台風第2号（れいわ4ねんたいふうだい2ごう）は、2022年4月10日に発生した台風である。フィリピンに甚大な被害をもたらした。

## 概要

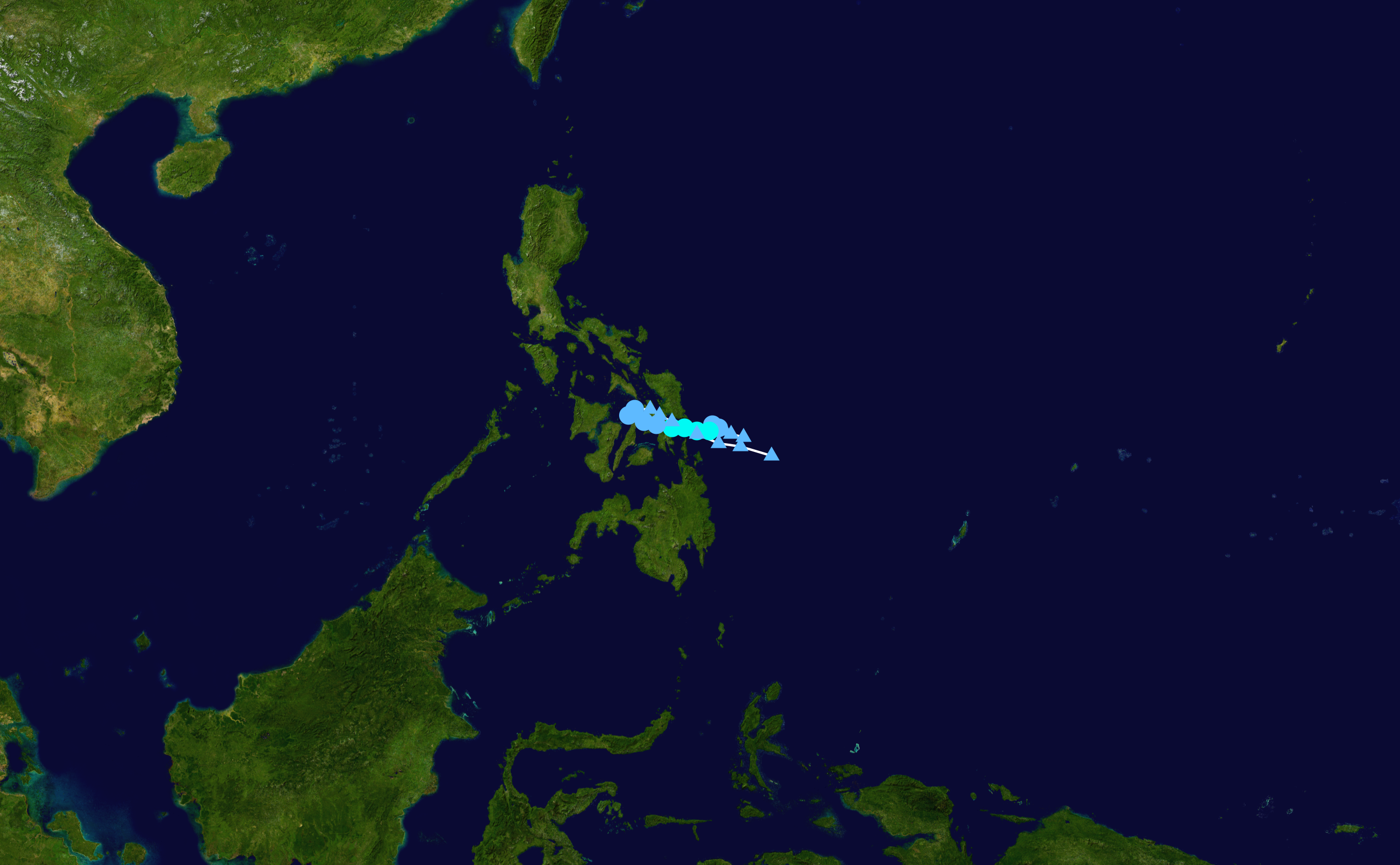
台風2号の進路図

台風2号はフィリピンのすぐ東で発生した台風である。北西にゆっくりと進んだのち、レイテ湾でほとんど停滞。
4月11日3時に熱帯低気圧に降格した。
台風のスピードがかなり遅かったため、レイテ湾付近では荒天が長時間続いた。フィリピン中部は大雨となり、最終的に214人が死亡、132人が行方不明となり、8人が負傷した。

## 名称
この台風は台風番号の基準に基づき令和4年台風第2号と呼ばれている。
一方、台風2号のアジア名「メーギー（Megi）」は大韓民国が提案した名称で、なまずに由来している。
また台風は、熱帯低気圧の段階からフィリピン責任地域（PAR）に入っており、フィリピン大気地球物理天文局（PAGASA）はフィリピン名「アガトン（Agaton）」を付与している。

## 台風の動き
4月8日に発生した熱帯擾乱が9日3時に熱帯低気圧に発達し、10日3時に台風に発達した。
JTWCは9日3時に熱帯低気圧形成警報（TCFA）を発し同日12時には熱帯低気圧番号03Wを付番した。
台風は発生当初から台風1号との藤原の効果によって北上ができず、フィリピンのすぐ東をゆっくりと北西進した。台風としてはあまり発達せず（最低気圧996hPa）熱帯低気圧に降格した。

## 被害

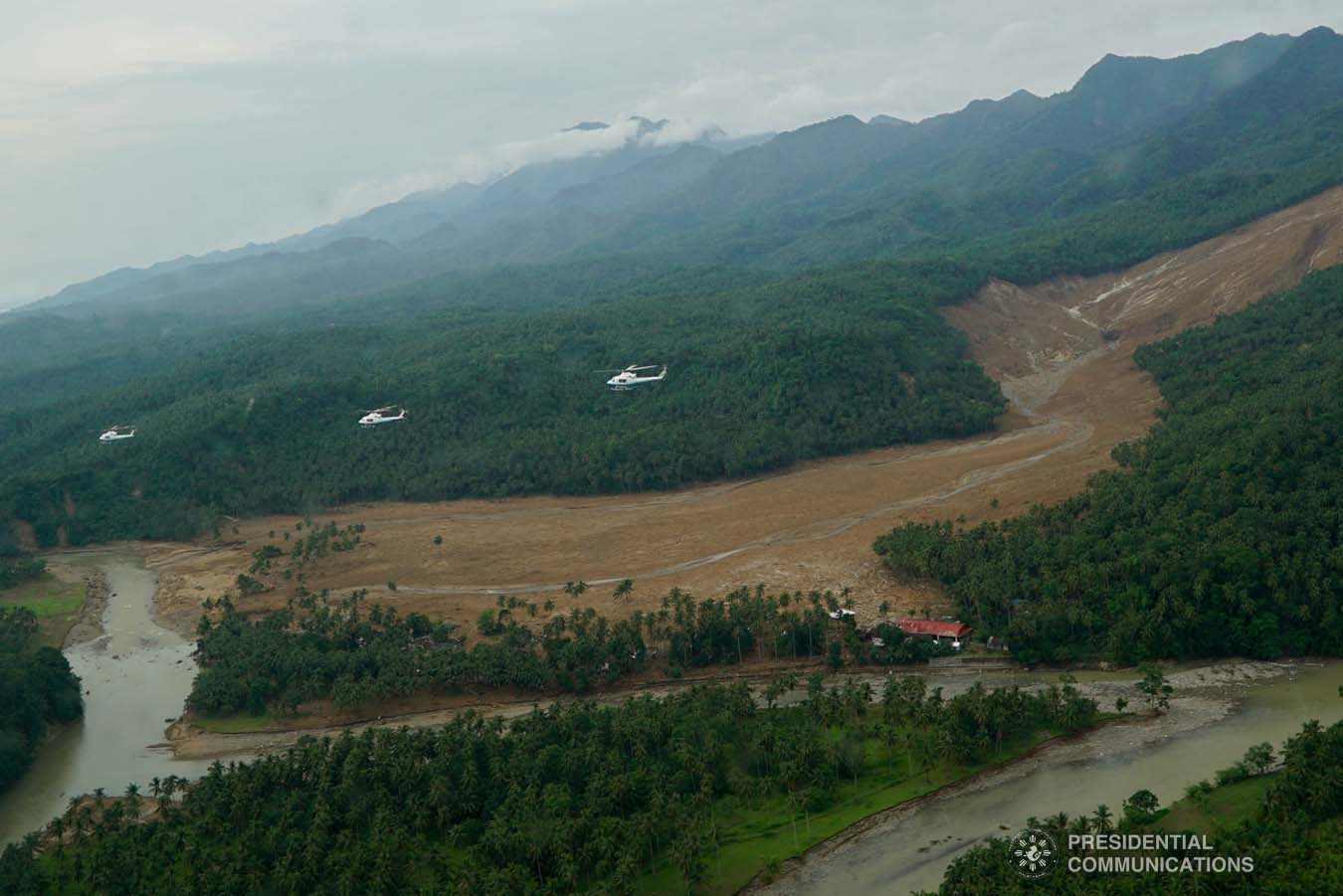
大規模な地滑り

被害のほとんどはビサヤ地方に集中しており、豪雨・鉄砲水・強風により広範囲で洪水と地滑りが発生した。
また、被害を受けた地域のほとんどは4か月前に令和3年台風第22号によって被害を受けていた。
4月10日にはセブ島で船が転覆した（船は後に沈没）。
船の転覆時、船内に乗客はおらず乗組員も無事であった。
当初死者は224人と発表されていたが、これは遺体の一部が重複していたためである。